# Calabazas de Fuentidueña
Calabazas de Fuentidueña è un comune spagnolo di 65 abitanti situato nella comunità autonoma di Castiglia e León.